# Kozakivske, Vilneansk
Kozakivske (în ucraineană Козаківське) este un sat în comuna Novohupalivka din raionul Vilneansk, regiunea Zaporijjea, Ucraina.

## Demografie
Componența lingvistică a localității Kozakivske
     Ucraineană (80,5%)
     Rusă (18,87%)
Conform recensământului din 2001, majoritatea populației localității Kozakivske era vorbitoare de ucraineană (80,5%), existând în minoritate și vorbitori de rusă (18,87%).